# Quercus seemannii
Quercus seemannii es una especie de planta en la familia Fagaceae. Es un árbol endémico de Guatemala que fue únicamente registrado en los departamentos de Alta Verapaz, Chiquimula, Suchitepéquez, Chimaltenango, Sololá, Huehuetenango, y San Marcos. Crece en bosque húmedo mixto o selva tropical en altitudes de 1250 a 2500 m s. n. m., y puede alcanzar una altura de 15 m.

## Descripción
Es un árbol pequeño o moderadamente grande. Las ramitas de 1 a 2,5 mm de espesor, estriadas, escasamente pubescentes y pronto glabras y oscuras de color marrón rojizo con lenticelas prominentes. Brotes  de 2-4 mm de largo, ovoides o elongados, agudos, glabros, de color marrón claro; las estípulas liguladas pronto caduca. Hojas subperennifolias, delgadas, y más bien duras, por lo general de 4 a 8 o incluso 16 cm de largo, 1 a 3 por lo general o 4 cm. amplias, lanceoladas u ocasionalmente linear-lanceoladas o lanceoladas ovadas o elípticas, ápice largo o corto acuminado, base redondeada. Amentos estaminados de 4 o 5 cm de largo, con poco rigor florecieron, escasamente crujiente-vellosidades, las anteras apiculate ligeramente exertos. Amentos pistiladas aproximadamente 1 cm de largo, 2 - a 4-florecido a lo largo de un pedúnculo glabrate delgado. Frutas anuales, más bien pequeñas, solitarias o en pares sobre un pedúnculo de 2-10 mm de largo y hasta 3 mm de espesor; bellotas de alrededor de 12 a 15 mm de largo, 11 o 12 mm de ancho, subreondas a ovoides, ligeramente puberulentas.

## Taxonomía
Quercus seemannii fue descrita por  Frederick Michael Liebmann    y publicado en  Oversigt over det kongelige danske videnskabernes selskabs forhandlinger og dets medlemmers arbeider. 1854: 188. 1854.
Etimología
Quercus: nombre genérico del latín que designaba igualmente al roble y a la encina.
seemannii: epíteto que fue nombrado en honor de Berthold Carl Seemann (1825-1871) , botánico de origen alemán, colector de plantas medicinales y explorador.
Sinonimia
- Quercus boquetensis Standl.
- Quercus citrifolia Liebm.
- Quercus flagellifera Trel.
- Quercus salicifolia var. seemannii (Liebm.) Wenz[4][5]